# يوكيو تسودا
يوكيو تسودا (باليابانية: 津田 幸男) (مواليد 15 أغسطس 1917)، هو لاعب كرة قدم ياباني سابق كان يلعب كحارس مرمى. سبق له أن لعب مع منتخب اليابان.

## وصلات خارجية
- يوكيو تسودا على موقع ناشيونال فوتبول تيمز (الإنجليزية)

- National Football Teams
- Japan National Football Team Database